# 倉庫令
倉庫令（そうこりょう）は、令の篇目の1つ。養老令では第22番目に位置している。

## 概要
大宝令の段階から存在した篇目で、養老令においては、医疾令とともに散逸して現存しない篇目として知られている。官司などが所有する倉庫の設置・出納・管理・輸送・欠損・剰余など、倉庫とその中身の財物に関する規定が設けられていたとみられている。
養老令では『令集解』の目録より全22条から構成されていたと推定され、江戸時代以後にその復元が進められ、現在では現存史料に引用された条文や唐の令文との比較から、少なくても16条の条文と2条の一部が復元されている（井上光貞編『律令』（岩波書店日本思想大系、1976年）など）。また、唐令における倉庫令も不明な部分があり、仁井田陞の『唐令拾遺』の編纂などで進められた復元作業をもってしても解決できない部分が多く、特に日唐両令ともに条文の配列については全く不明であった。
1999年に発見された北宋の天聖令には唐の開元25年令と推定される唐令が併記されており、かつ倉庫令・医疾令の全文が含まれていたことから注目された。調査の結果、天聖令所収の倉庫令は全46条から成り、唐令復元には大きな役割が果たすことが明らかになった一方で、その半分の条文数しかないことが判明した日本令は唐令から一部を削除したうえで継受している可能性が高くなり、養老令になくて唐令（開元25年令？）のみにある条文が未だに復元されていない養老令4条の一部なのか、日本に継受されなかった条文なのかという新たなる問題を抱えることになった。